# Hans Kale

Wappen der Braunschweiger Ratsfamilie Kale

Hans Kale (bezeugt seit 1384; † 1404 in Braunschweig) war ein deutscher Wechsler und von 1384 bis 1404 Ratsherr der Braunschweiger Altstadt.

## Leben
Hans Kale gehörte der seit 1281 in Braunschweig nachweisbaren Patrizier- und Ratsfamilie der Altstadt, Kale, an. Die Kaufmannsfamilie war im Rat der Altstadt von 1323 bis 1609 vertreten und stellte mehrfach den Großen Bürgermeister. Hans war der Sohn von Ludolf Kale (nachweisbar 1328 bis 1366) und dessen Ehefrau Grete. Er hatte zwei ältere Brüder und eine jüngere Schwester. Hans Kale war von 1384 bis zu seinem Tod Ratsherr der Braunschweiger Altstadt. Als Repräsentant des Gemeinen Rates war er 1384 bei den Verhandlungen der Stadt mit den braunschweigischen Herzögen und dem Hildesheimer Bischof anwesend. Er gehörte 1384 zu den Mitbegründern der Lilienvente, einer Waffenbruderschaft Braunschweiger Bürger.
Kale investierte sein großes Vermögen in innerstädtische Immobilien und Rentengeschäfte, wobei ein Großteil der Rentenkäufe gemeinsam mit seinem Bruder Ludemann (†  1405) erfolgte. Kale genoss als Ratsherr und Küchenkämmerer hohes Ansehen bei vielen Bürgern Braunschweigs, von denen ihn einige als Testamentsvollstrecker beauftragten. Dieser Personenkreis stammte aus dem Kern der Braunschweiger Patriziergesellschaft am Ende des 14. Jahrhunderts, darunter Hermann von Vechelde, Hinrik Doring und die Familie Adenstede. Hans Kales eigenes Testament vom 29. September 1404 ist überliefert und dokumentiert ein beachtliches Vermögen, das teilweise für kirchliche und karitative Zwecke vorgesehen war.
Kale war zweimal verheiratet. Der ersten Ehe mit Alheid entstammten die Tochter Alheid und der Sohn Hans, wie sein Vater Wechsler und Ratsherr der Altstadt. Aus der zweiten Ehe mit Ilse von Urde sind keine Kinder überliefert. Hans Kale starb 1404 in Braunschweig.
Seit 1892/1893 erinnert die Straßenbezeichnung Kalenwall an die Patrizierfamilie Kale.